# كراش تيم رسينغ
كراش تيم راسينغ (بالإنجليزية: Crash Team Racing)‏ هي لعبة فيديو صدرت في 1999. وهي متوفرة على أجهزة بلاي ستيشن نتورك. اللعبة من تطوير نوتي دوغ وهي من نشر سوني كمبيوتر إنترتينمنت.

## قصة اللعبة
ياتي فضائي إلى كوكب الأرض ويدعى نايتروس اوكسايد ويتحدى كراش وكوكو وكورتكس ومن معهم بان يهزموه في السباق والا سوف يسيطر على كوكب الأرض فيبدا فريق اكو المكون من كراش وكوكو وبولر وبورا بمنافسة فريق اوكا المكون من كورتكس وان جن وتايني ودينغو دايل واللاعب الفائز يحصل على كاس الفوز بعد ان يجمع اللاعب عدد من الكؤوس يسابق الرئيس ليحصل على المفتاح وبعد ان يجمع المفاتيح من الرؤساء وهم الكنغر ريبررو - بابو بابو - كومودو جو - بنسترايب يواجه اللاعب الخصم الاخير اوكسايد ويهزمه في السباق ولكن اوكسايد يخبر اللاعب بان عليه ان يجمع مفاتيح الوقت والجواهر والعملات النقدية وفي النهاية بعد ان يجمع اللاعب كل ماذكر يواجه اوكسايد ويهزمه فيغادر اوكسايد كوكب الأرض ويرجع إلى كوكبه.

## وصلة خارجية
- كراش تيم رسينغ على موقع IMDb (الإنجليزية)

- Crash Team Racing على موبي غيمز